# Доула

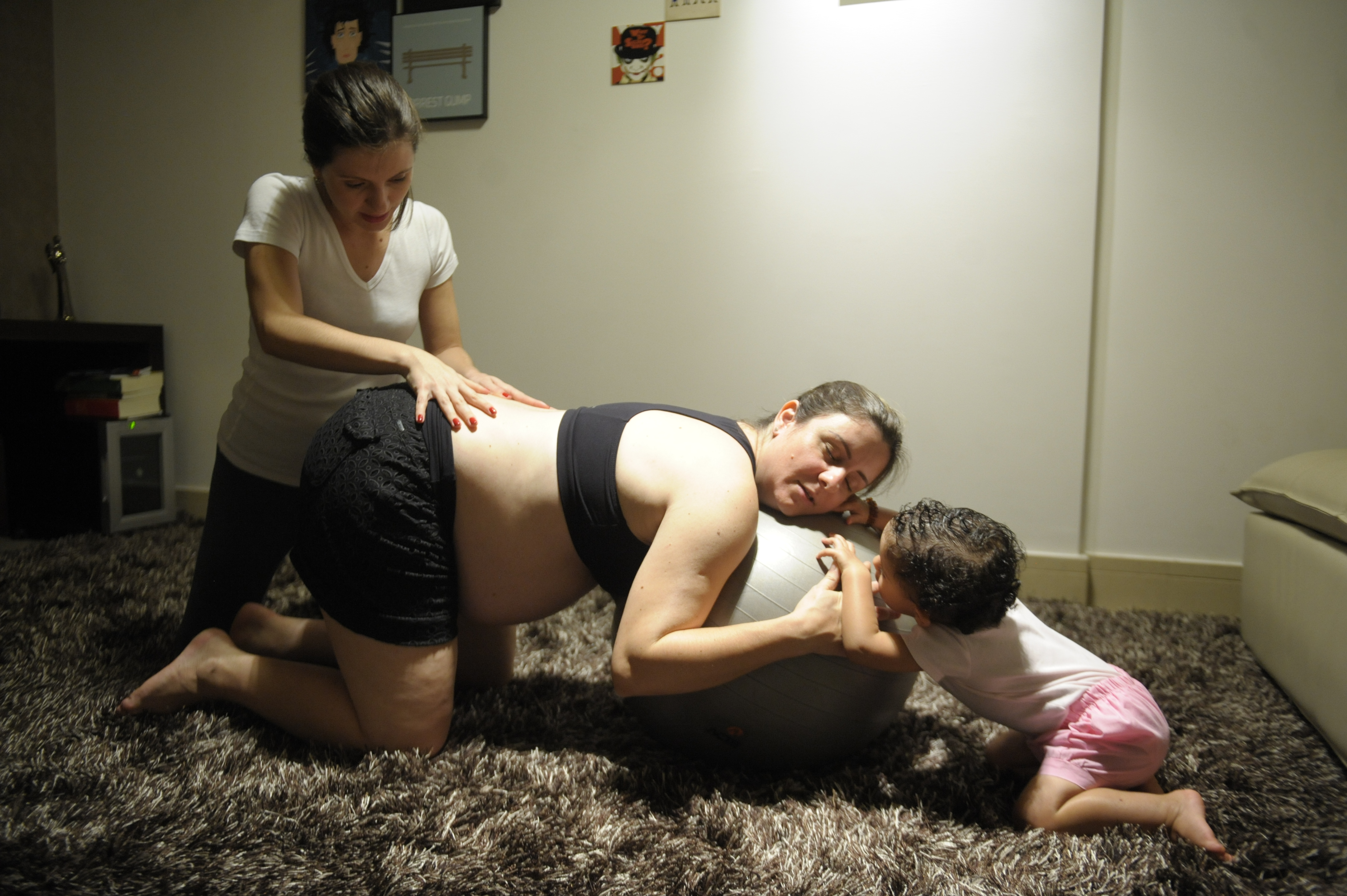
Доула (ліворуч) допомагає підібрати позиції і вправи, які допомагають почуватися комфортніше на пізніх термінах вагітності і полегшують біль при родах.

До́ула (от дав.-гр. δούλη «служниця») — навчена компаньйонка (рідко компаньйон), що підтримує іншу людину під час перинатального періоду, в тому числі вагітність, пологи і післяпологовий період. Доула розуміється на нормальних пологах, немедичних методах знеболення та покращення стану, правах та можливостях роділлі, психологічних, фізичних та культурних аспектах пологів. Доула надає безперервну індивідуальну підтримку жінці (або сім'ї) задля досягнення ними оптимального досвіду пологів.
Доули світу підпорядковуються етичному кодексу та міжнародним стандартам практики — саме це робить їх роботу безпечною та ефективною, згідно з цілою низкою досліджень . Також важливою для доули є сертифікація, що гарантує причетність доули до реєстру фахівців у вашому регіоні, і власне наявність у доули потрібних знань, навичок та обов'язків щодо свого професіоналізму.
В Україні ця професія з'явилася в 2010 році. А в 2011 році офіційно зареєстровано першу і найкрупнішу асоціацію, що готує та об'єднує доул «АФПБ».

## Посадові обов'язки
Доула надає практичну, інформаційну та емоційну підтримку. На відміну від акушера, доула не використовує медичні методи, такі як: призначення препаратів (у тому числі фітопрепаратів), будь-які види досліджень (вагінальний огляд та інше), не ставить і не скасовує діагнози, не аналізує та не контролює стан матері чи дитини, не надає акушерську допомогу під час пологів та в післяпологовому періоді, згідно з етичним кодексом не може суперечити медперсоналу та провокувати конфліктні ситуації, замінювати основного партнера. Ефективність роботи доули базується на концентрованій тривалій підтримці сім'ї (і породіллі зокрема), на знанні психології та фізіології перинатального періоду, на володінні немедикаментозними способами допомоги під час пологів, такими як:
- психологічний та емоційний вплив,
- знеболюючий масаж,
- дихальні та звукові вправи,
- аромотерапія,
- Акупунктура,
- ребозотерапія (масаж традиційним мексиканським шарфом ребозо).

У низці клінік Європи та Америки існують спеціальні програми співпраці з доулами. Наприклад, госпіталь Денбері після певних освітньо-сертифікаційних та профілактичних процедур видає доулі посвідчення співробітника госпіталю та субсидує її послуги.
Економічний ефект участі доули обумовлений в основному зниженням частоти кесаревих перерізів і скороченням застосування епідуральної анестезії (ЕДА).
Доула дбає про створення найбільш сприятливих умов під час пологів, що добре позначається на враження від пологів як у сім'ї, так і у медичного персоналу. Доула повинна мати високу стресостійкість, організованість і працювати у згоді з міжнародним кодексом практики та принципами дотримання етичних норм у роботі з вагітними. Вважається, що найбільш безпечною та якісною є робота сертифікованих доул. Для цього майже у всіх країнах працюють організації, що об'єднують сертифіковані доули, що працюють у суворих рамках професійної етики.